# Tumba (Suécia)
Tumba é um subúrbio da área metropolitana de Estocolmo, e a sede do Município de Botkyrka, no Condado de Estocolmo, Suécia. A área urbana estende-se sobre dois municípios. A população em 2000 era de 34 101. Em Tumba são impressas as notas (dinheiro), a Coroa sueca, pela empresa Tumba Bruk.
O subúrbio também contém uma escola secundária, (Tumbagymnasiet) com quase 1.000 estudantes. A empresa Alfa Laval foi fundada em Tumba por Gustaf de Laval, e hoje se encontra nos subúrbios. Tumba é um subúrbio muito diversificado com a crescente construção de apartamentos e moradias (residências familiares). Uma grande proporção dos seus habitantes são originários de outros países, que a Suécia, tais como Turquia, Iraque, Jugoslávia (Iugoslávia) , Polónia, Finlândia, Chile, Índia, Líbano e China. Existe uma Igreja Ortodoxa Siríaca em Tumba devido a notável presença de pessoas sírias/Siríacos.

## Município de Tumba

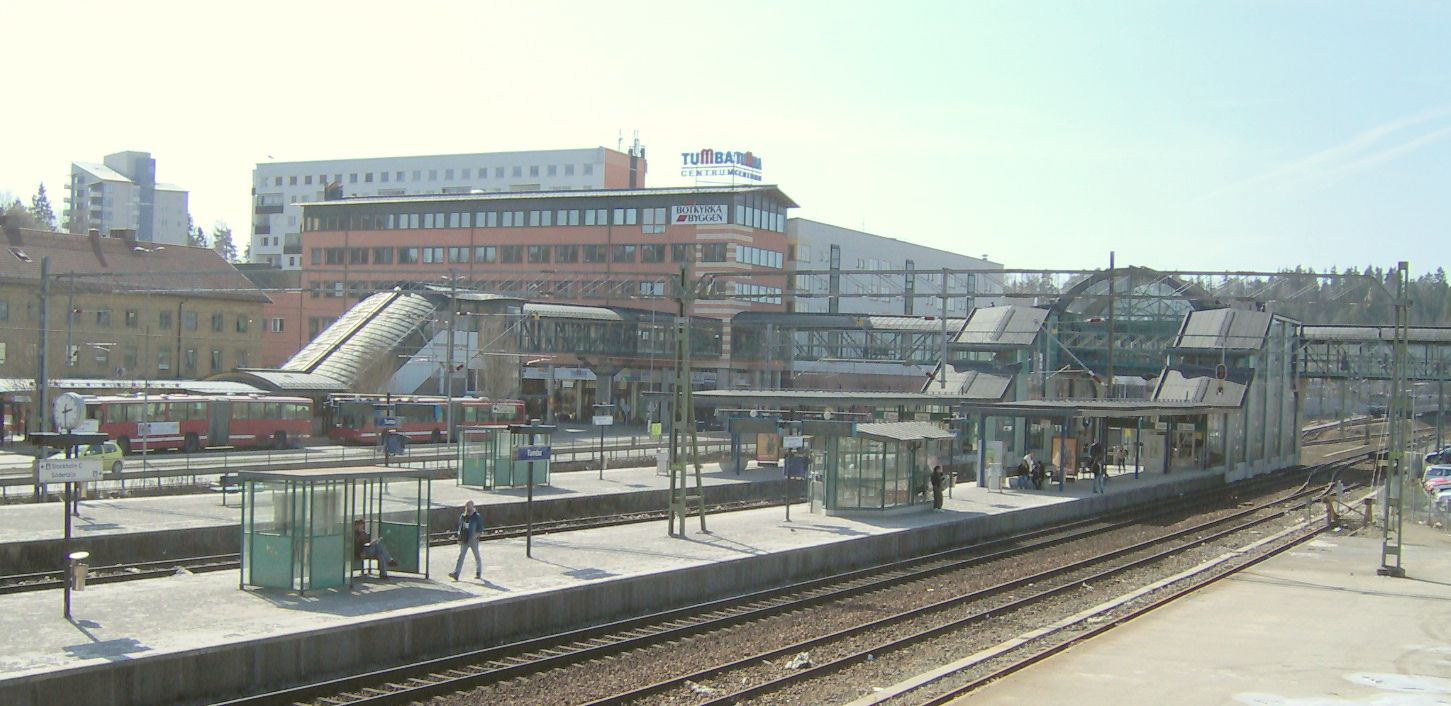
Gare de autocarros e estação de comboio de Tumba

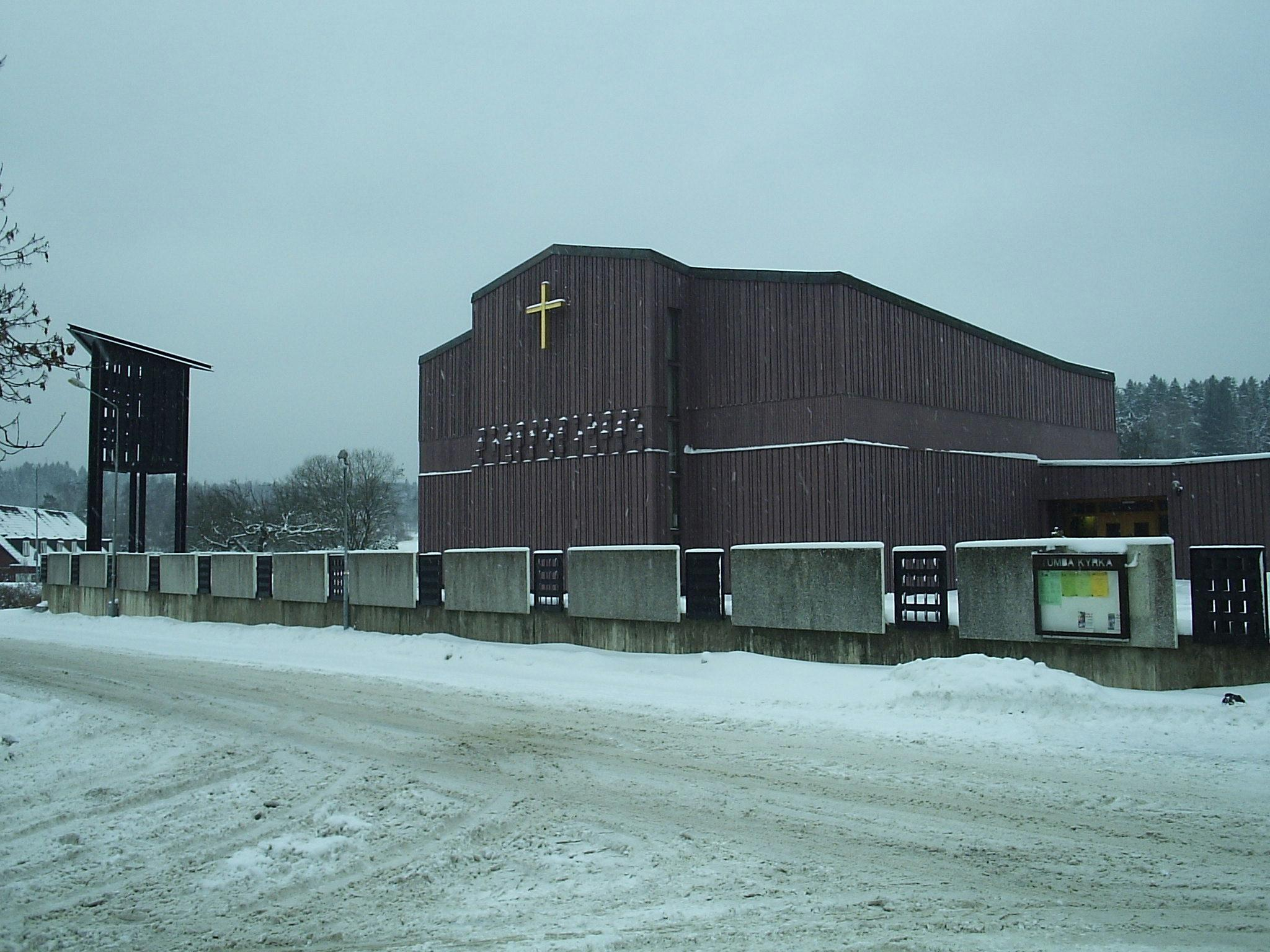
Igreja em Tumba

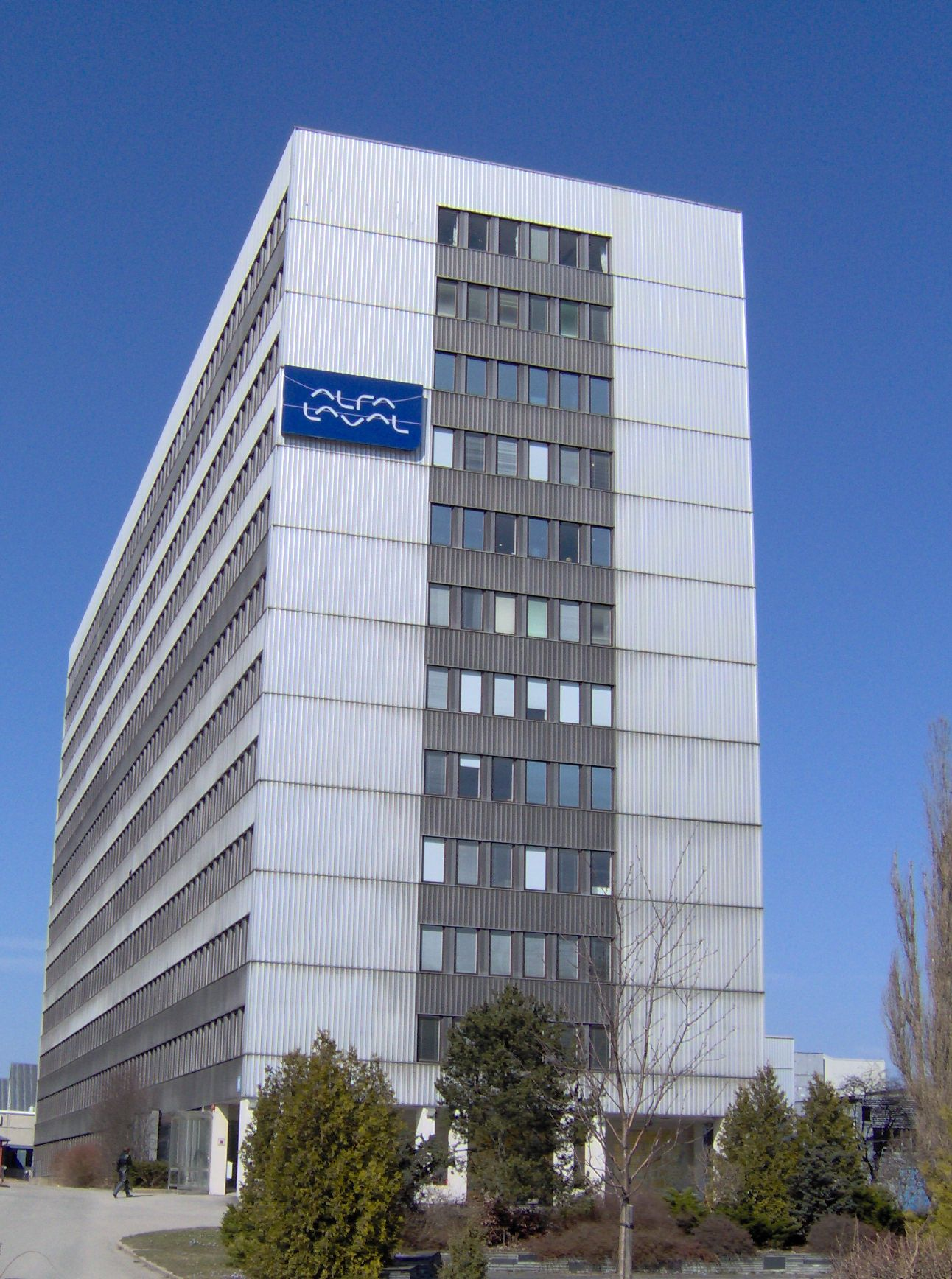
Escritórios de Alfa-Lavals, em Tumba

- Vretarna
- Tuna
- Nackdala
- Centrum
- Storvreten
- Lövholmen
- Skäcklinge
- Kassmyra
- Broängen
- Solbo
- Tumba Villastad
- Segersjö
- Uttran

## Área urbana de Tumba
| Município | População (apenas na cidade) | Outras áreas urbanas | Restantes | Total  | % de população no município |
| --------- | ---------------------------- | -------------------- | --------- | ------ | --------------------------- |
| Botkyrka  | 20,495                       | 50,749               | 1,853     | 73,097 | 28.04                       |
| Salem     | 13,606                       | 0                    | 160       | 13,766 | 98.84                       |
| Total     | 34,101                       | 50,749               | 2,013     | 86,863 | 39.26                       |